# Cócorit
Cócorit es un pueblo mexicano perteneciente al municipio de Cajeme, ubicado en el sur del estado de Sonora, en la zona del Valle del Yaqui. El pueblo es una de las cinco comisarías en las que se subdivide el municipio. Según el Censo de Población y Vivienda realizado en 2020 por el Instituto Nacional de Estadística y Geografía (INEGI), el pueblo cuenta con un total de 7424 habitantes.
Fue fundado por los misioneros jesuitas Andrés Pérez de Ribas y Tomás Basilio en 1617. Aquí se formó una misión y de las ocho establecidas para agrupar a la etnia Yaquis. El nombre deriva de la lengua yaqui, cahita, a su vez de Ko'okoi, que significa "chile", pimiento o picante, específicamente la especie chiltepín.
En 2016 y en 2019, Cócorit fue candidato a ser nombrado como pueblo mágico por la Secretaría de Turismo de México pero no obtuvo el título en ninguna de las dos ocasiones.
Actualmente el lugar es un pueblo importante en el turismo y en la cultura, gracias a su historia étnica, a la gastronomía y la belleza urbana.

## Antecedentes
Cócorit, fue la primera cabecera municipal de Cajeme.

## Actividades productivas
Elaboración de artesanías típicas de la región con dibujos de paisajes, casas, edificios históricos.
Hoy en día es una comunidad con un contenido histórico fundamental para el desarrollo de toda la región del Valle del Yaqui. En este espacio habitan desde un yoreme jornalero, regador, agricultor, artesano, comerciante, hasta intelectuales, escritores, pioneros, artistas, políticos, etc.
En la actualidad la producción de artesanías se concentra en la elaboración de máscaras y tambores, utilizados en danzas y festividades.

## Gastronomía
Un sello que distingue a Cócorit son los Obispos (bebida a base de jarabe natural o artificial servida en hielo frappé y nieve), las empanadas de higo, guayaba, piña, piloncillo o cajeta y las tortillas grandes de harina. Todos estos productos son elaborados por los habitantes de Cócorit que han recibido la receta generación tras generación. 